# Tour angevine (Bitonto)
La tour angevine est la plus grande des tours situées le long des anciennes murailles de la ville de Bitonto, ville métropolitaine de Bari dans les Pouilles,.

## Historique
Elle aurait été construite, selon certains auteurs, pour défendre la Porta Baresana à la fin du XIVe siècle, sous la dynastie angevine dont dérive l'attribut. Selon d'autres, cependant, les travaux ont commencé dans la première moitié du XVe siècle sur commande de Giovanni I Ventimiglia (it) et Marino Correale ou Curiale à qui se réfèrent les armoiries héraldiques gravées sur les deux chapiteaux des colonnes de cheminée au rez-de-chaussée, généralement considérés uniquement comme des chapiteaux cubiques à motifs géométriques.
La tour est certainement la plus grande et la plus résistante de toutes les autres tours disposées le long des remparts de la ville. De plus, le bâtiment est mentionné dans un document de 1399 attribuable à la reine Marguerite de Durazzo, épouse du roi de Naples Charles III. Il y est fait mention d'un « châtelain », chargé du contrôle d'une structure défensive indéterminée qui, à partir du milieu du XVe sièclee siècle, aurait pris le nom de Torrione, c'est-à-dire une tour défensive et aurait même été utilisé comme prison.
Certains dessins de Francesco di Giorgio Martini feraient probablement référence à la structure architecturale de la torrione di Bitonto, en raison du revêtement régulier en pierre de taille et des structures en obsidienne « pied d'éléphant », situées au pied de celle-ci.

## Description
Initialement faisant partie d'une forteresse composée de 28 tours et courtines traversées par cinq portes de ville, elle constitue le témoignage le plus important de l'ancien système de défense de Bitonto.
Son plan circulaire, comme les édifices angevins français et napolitains, mesure 16,10 m de diamètre sur 24 m de hauteur. La maçonnerie, en calcaire, varie entre et 4 à 5 m d'épaisseur (respectivement au sommet et à la base). Le hall d'entrée est étroit (80 × 155 cm), les fenêtres aussi et les fentes limitées. L'intérieur est divisé en trois grandes pièces superposées, sans escalier stable pour un but défensif évident ; en contrebas, un compartiment de 7 m de profondeur s'étend sur une superficie presque équivalente à celles-ci.
Les douves ont été récemment mises au jour, ainsi qu'une partie des murailles, après avoir été recouvertes par le revêtement routier au siècle dernier. La tour était protégée dans sa partie supérieure par une série de passerelles autour desquelles étaient positionnés les artilleurs. Dans la zone inférieure, l'accès à la ville était en revanche empêché par les ennemis par des éperons qui, en plus de renforcer la structure du mur, servaient de points d'appui pour abaisser les pierres et faire bouillir l'huile. Le 29 mai 2005, le Maschio a été rouvert au public, après avoir été fermé pendant plusieurs années pour restauration.

## Galerie

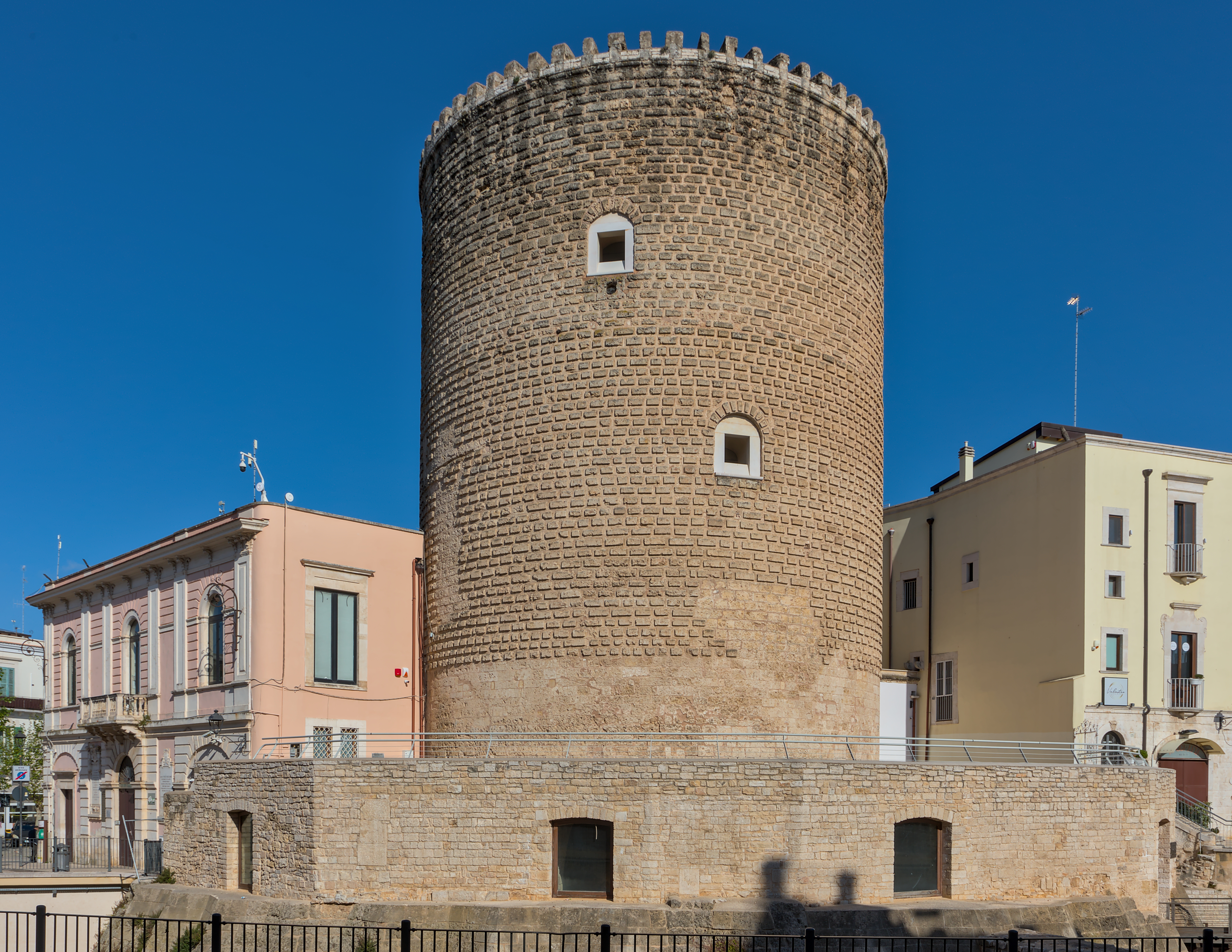
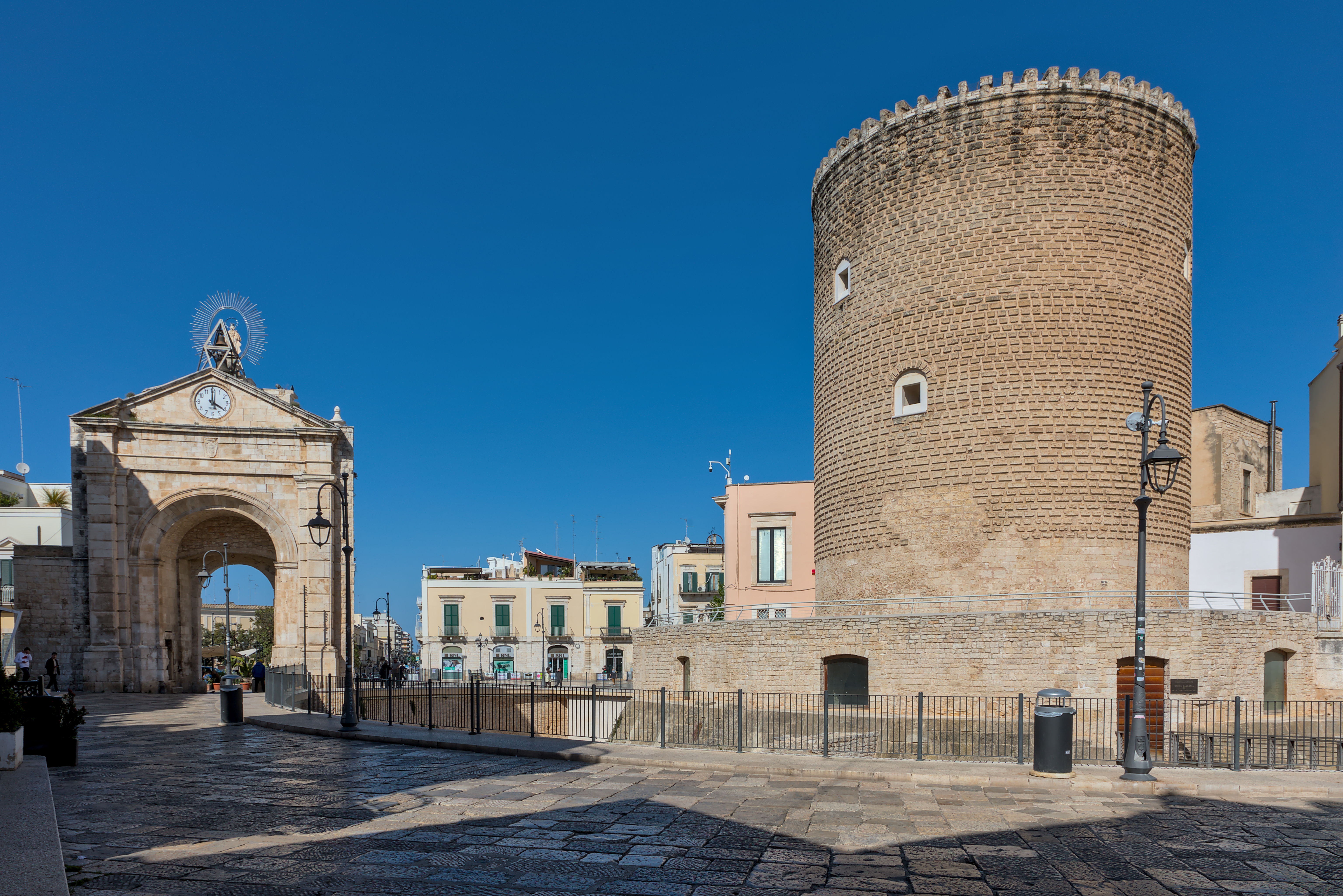
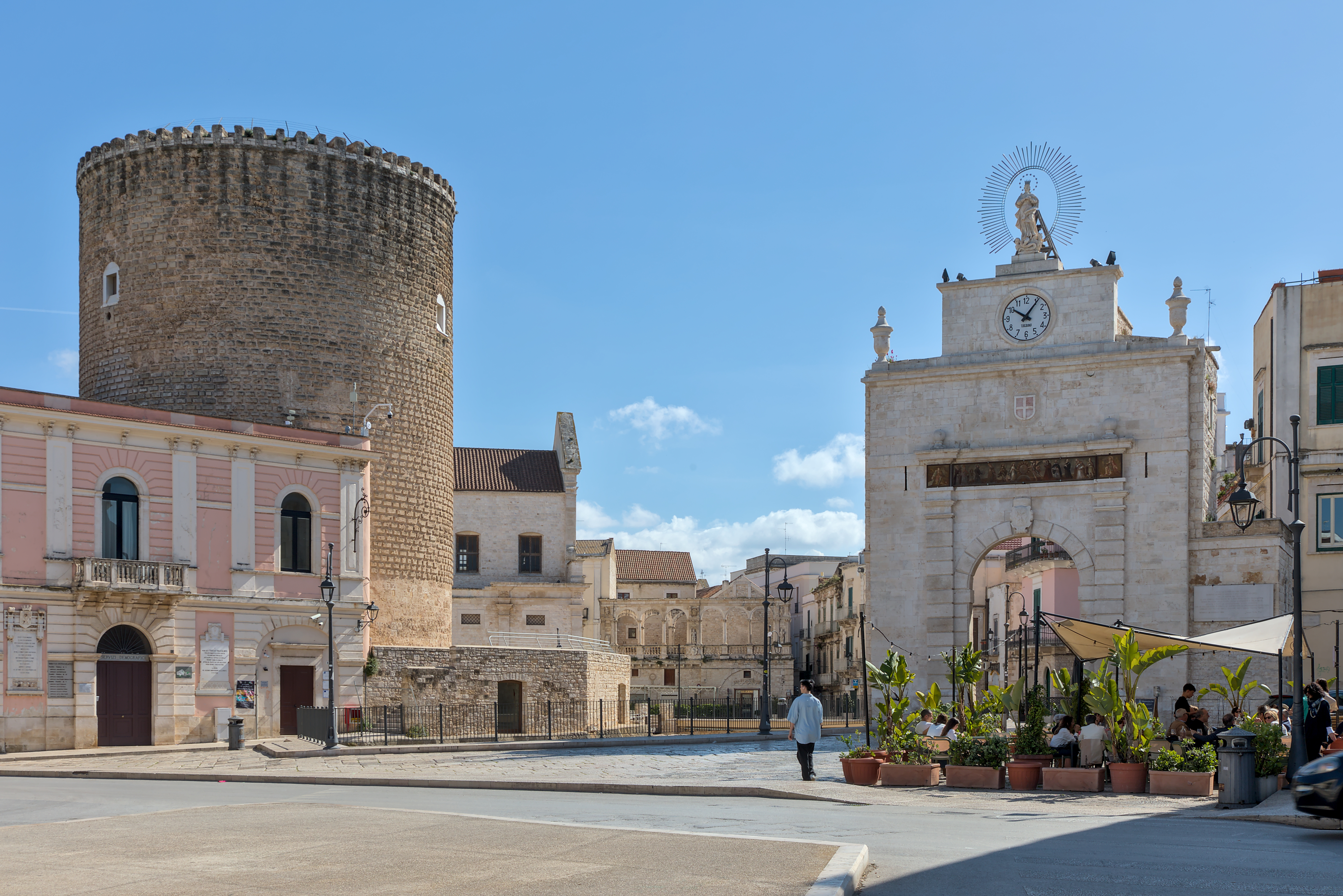